# Palacio Nobili-Tarugi
El Palazzo Nobili-Tarugi es un palacio nobiliaro en Montepulciano Situada en la Piazza Grande, frente a la Catedral de Montepulciano. El palacio no está abierto al público.

## Historia
Construida en el siglo XVI, es atribuida a los principales arquitectos manieristas, inicialmente a Antonio da Sangallo el Viejo, más recientemente a Jacopo Vignola. Fue residencia primero de la familia Nobili y posteriormente de la familia Tarugi.

## Descripción
Completamente revestido de travertino, presenta en la planta baja un imponente pórtico, de arcos de medio punto, una vez abierto al público. En la planta noble, que presenta ventanas con tímpano curvo, el revestimiento está salpicado de semicolumnas de orden jónico que descansan sobre altos pedestales. Estos sostienen la balaustrada del segundo piso también en travertino donde, sin embargo, la puntuación se obtiene con medias columnas de orden dórico. En la esquina, en correspondencia con la logia inferior, se abrió también en el segundo piso una logia ahora cerrada.